# Sola (film)
Pour les articles homonymes, voir Sola.
Pour plus de détails, voir Fiche technique et Distribution.
Sola est un film français de Henri Diamant-Berger réalisé en 1931.

## Sypnosis
Une grande vedette déchue chante à Singapour dans un café-concert. Elle tombe amoureuse d'un jeune commissaire, pour qui elle se sacrifie au bonheur d'une rivale plus jeune dans le but de l'éloigner de son amant. Au même moment, un jeune homme la découvre, et étant totalement épris de sa voix, la tue et se suicide ensuite..

## Fiche technique
- Titre : Sola
- Réalisation : Henri Diamant-Berger
- Scénario : Jean Barreyre et Gab Sorère
- Société de production et distribution : Erka-Prodisco
- Pays de production :  France
- Format : Noir et blanc - 1,37:1 - Mono (Tobis-Klangfilm) - 35 mm
- Genre : Drame
- Durée : 79 minutes
- Date de sortie : 
  - France : 1931

## Distribution
- Damia : Sola
- Henri Rollan : Jeff
- Ginette Maddie : Marianne
- Jean-Louis Allibert : Yvon
- Marguerite Moreno : Ellane
- Nadine Picard : Nadia
- Marcel Vallée : Célestin
- Pierre Moreno : Auguste
- Habib Benglia : L'Hindou
- Henri Lévêque : Albert
- Louis Merlac : Le docteur
- Pierre Larquey : Le commandant
- Jean Robert : Alex
- Roger Dann
- Raphaël Liévin